# Johannes de Sacrobosco

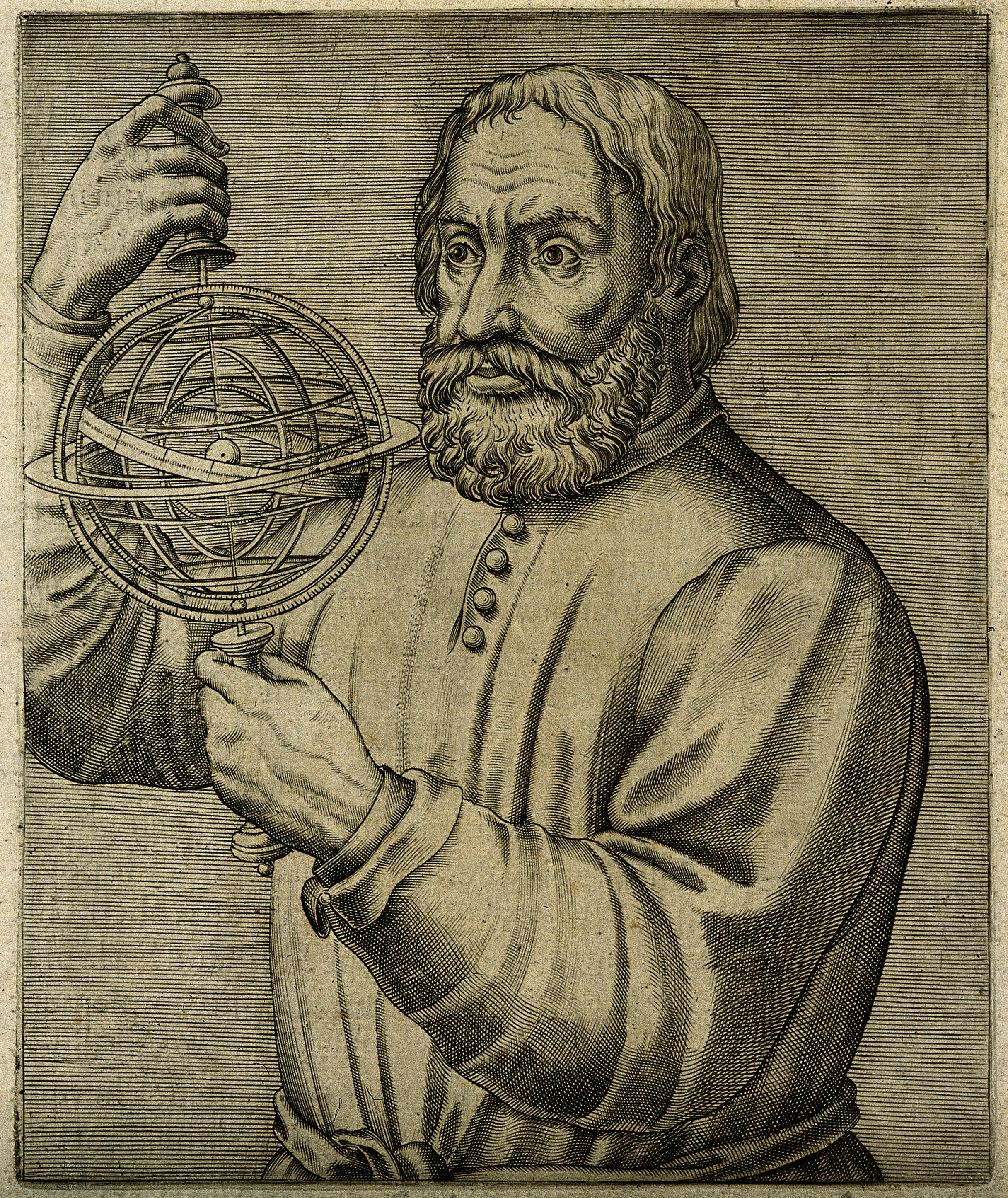
Grabado de 1584, presunto retrato de Johannes de Sacrobosco.

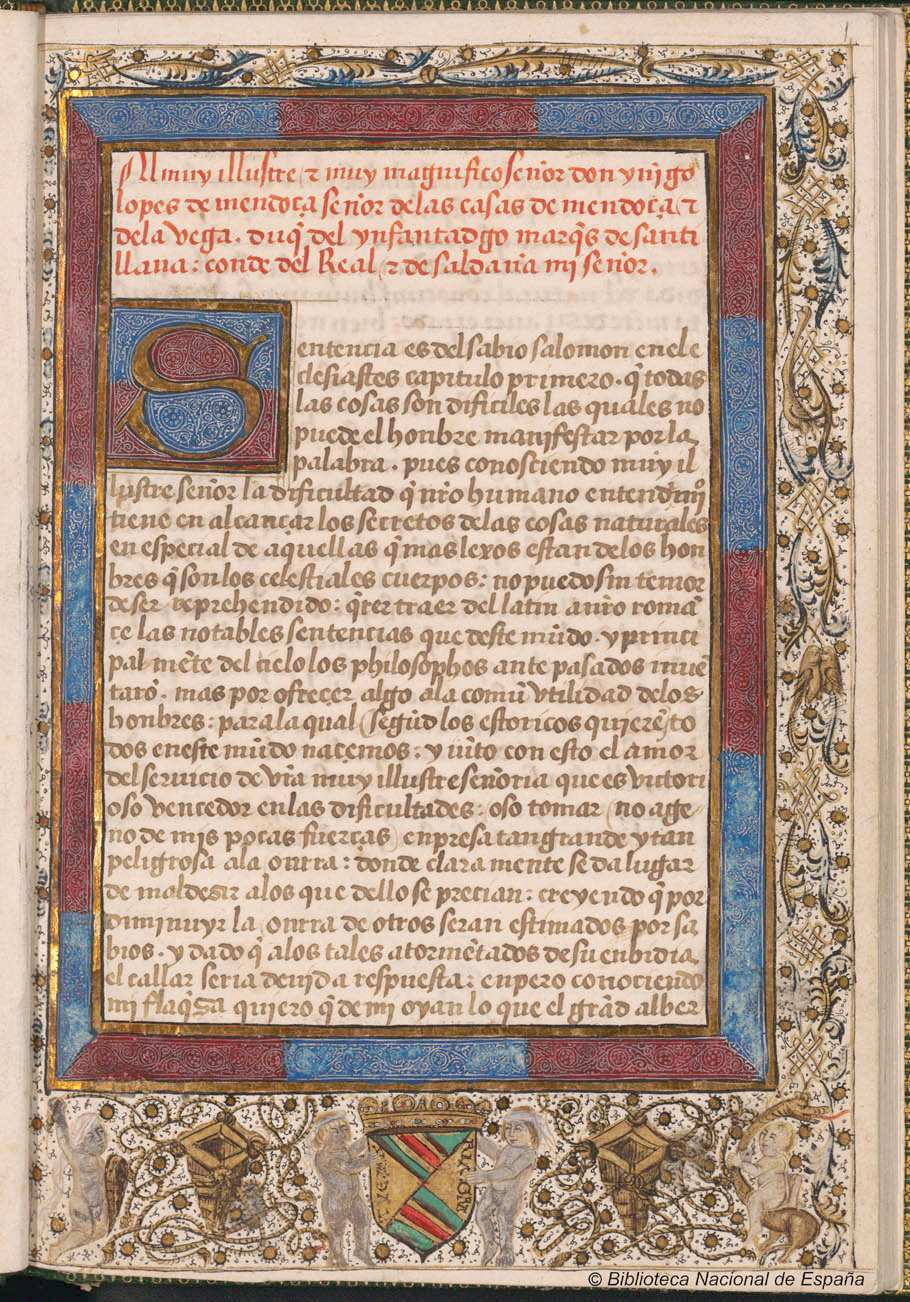
Tratado de la esfera de Johannes de Sacro Bosco, traducida del latín por el Reverendo maestro de Veas, en 1493.

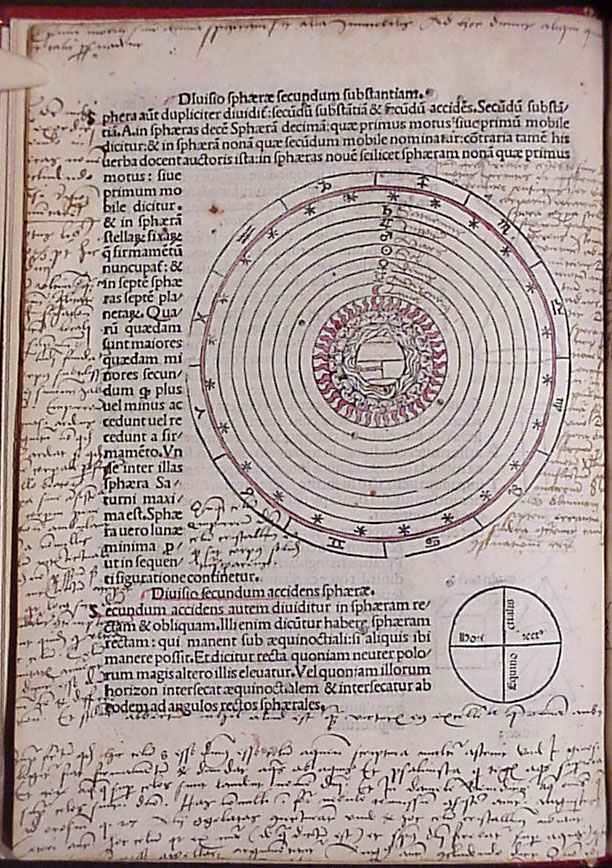
Esfera de Johannes de Sacrobosco en un códice.

Johannes de Sacrobosco, también conocido como Juan de Sacrobosco y John of Holywood, (nacido hacia 1195 posiblemente en algún lugar de Irlanda denominado Holywood; y muerto hacia 1256 en París), fue un monje, astrónomo y científico inglés influyente en el mundo occidental durante la Edad Media, divulgando el sistema geocéntrico. Fue célebre su tratado de astronomía denominado De sphaera mundi (Esfera del universo).

## Biografía
El lugar en el que nació es incierto. En una obra datada en 1271, Robertus Anglicus cita que Sacrobosco había nacido en Inglaterra. Eso podría ser cierto, pero no existen evidencias que lo confirmen o lo contradigan. Entre otras posibilidades, se han hecho algunos esfuerzos no muy consistentes de averiguar su lugar de nacimiento a partir de su apelativo de Sacrobosco. Mucho tiempo después de su muerte, Juan de Sacrobosco empezó a ser mencionado por el nombre de Juan de Holywood o Juan de Holybush, un nombre acuñado a posteriori a partir de una traducción inversa del latín sacro bosco, donde sacro = "santo" (sagrado), y Bosco = "bosque". "Sacrobosco", como tal, es una ciudad o región desconocida. Una fuente tradicional que afirma que nació en Halifax, se debe a un autor del siglo XVI, John Leland,: 176–177  y fue desacreditada por William Camden: "Halifax" se traduce por "pelo santo" y no como "bosque santo".: 177  Sacrobosco ha sido identificado por Thomas Dempster con la Orden de canónigos regulares de Holywood Abbey, Nithsdale (de hecho, una casa de la Orden de Canónigos Premonstratenses); lo que sería una razón para imaginar que pudiera haber nacido en Escocia.: 179  Otro posible lugar de nacimiento puede ser la ciudad norirlandesa de Holywood, que basa esta reclamación en una sugerencia contenida en los textos del alquimista irlandés del siglo XVII Richard Stanihurst. Sin embargo, el historiador Olaf Pederson sostiene que Stanihurst pudo haber conocido esta referencia a Holywood a través de otros autores. En su libro, Pederson relata que James Ware en 1639 supuso que el lugar de nacimiento de Sacrobosco debía estar cerca de Dublín. Stanihurst e incluso Pederson probablemente no eran conscientes del arraigo de la familia Sacrobosco/Hollywood en Irlanda, con origen en Artane, un barrio de Dublín ("La Historia del Condado de Dublín" por John D'Alton publicada en 1838). Registros históricos locales en Irlanda parecen indicar que Sacrobosco fue un miembro de los Hollywood de Artane, y que nació en Artane Castle.: 177–178  Una reclamación similar sobre el personaje se hace desde Holywood, en el Condado de Wicklow, aunque no hay ningún documento histórico conocido que apoye esta reivindicación.
Después de completar sus estudios, fue canónigo en el monasterio agustino de Holywood.
En el año 1220 Sacrobosco fue a estudiar a París y pronto figuró como profesor de astronomía y matemáticas en la Universidad de París. 
Sacrobosco se dedicó a promover los métodos aritméticos y el álgebra de los árabes en sus clases. En el libro titulado De Algorismo discute cómo se calculan los enteros positivos. Este trabajo contiene 11 capítulos, uno de cada de ellos menciona la suma, la resta, la multiplicación, la división, las raíces cuadradas y las cúbicas. 
En 1220 Sacrobosco escribe su obra más conocida Tractatus de Sphaera, un libro de astronomía en cuatro capítulos muy empleado en Europa. Contribuyó así a la primera difusión a escala europea del sistema de Ptolomeo.
Clavius emplea en el siglo XVI este libro de la esfera para ampliarlo y de esta forma continúa empleándose hasta el siglo XVII. Este libro era un manuscrito que circulaba por las universidades de Europa y puede decirse que fue esencialmente el primer libro de astronomía impreso en 1472. Tras esta primera edición Barocius apuntó 84 en el libro 1570. 
Sacrobosco escribió además un tratado sobre la medida del tiempo denominado De Anni Ratione en 1232. En él estudia la división del día, de la semana, el mes, los años y los relaciona con el calendario eclesiástico. Mantiene que el Calendario juliano tiene un error de 10 días que debería corregirse y sugiere una reforma para ajustarlo omitiendo un día del año cada 288 años. (Véase Reforma del calendario).
En su apartado gnomónico escribió un tratado sobre Relojes de sol denominado Tractatus de Quadrante. 
Le dedicaron un cráter en la Luna en el siglo XX cuando se hizo por primera vez una cartografía de la misma, asignándole un nombre.

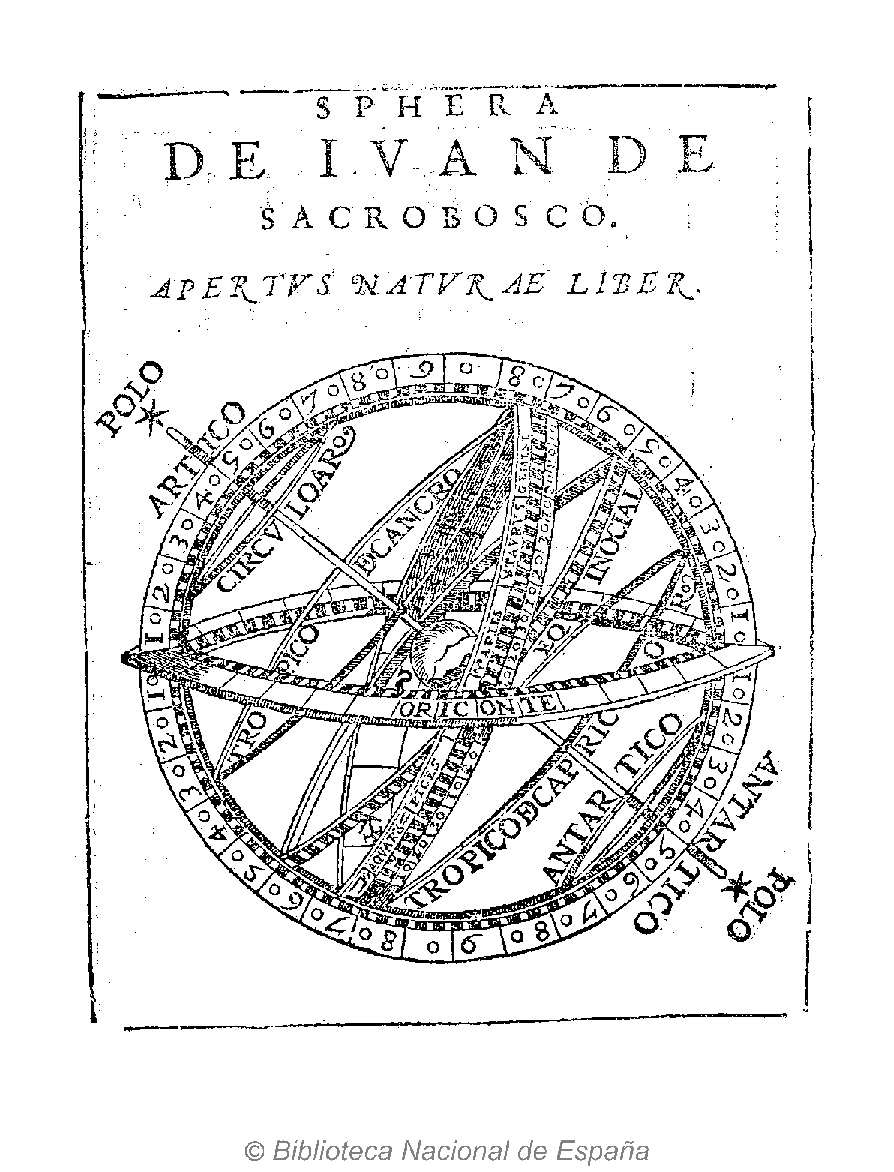
Sphera del universo, traducida por Ginés de Rocamora en 1599.

## La Sphaera de Sacrobosco
A comienzos del siglo XII Juan de Sacobosco escribió un tratado de astronomía denominado De sphaera mundi (Esfera del universo) o Tratado de la esfera. Se divide en cuatro capítulos: 
- Primero enuncia cuales son las propiedades de la esfera, identificando su centro, las secciones, los polos, y describe cuantas esferas son necesarias para describir el universo.
- Segundo se da una información acerca de los círculos que se materializan en la esfera y como se denominan en la astronomía clásica.
- Tercero se menciona el ascenso y descenso de los signos del zodiaco, sobre la diversidad de la duración de tiempo diurno en los días del año y de la división de la tierra de acuerdo al clima.
- Cuarto se menciona el movimiento de los planetas y se describe el fenómeno de los eclipses.

## Obra
- De Sphaera mundi, Johannes de Sacrobosco

## Eponimia
- El cráter lunar Sacrobosco lleva este nombre en su memoria.[7]

## Lecturas
- O. Pedersen, In quest of Sacrobosco, Journal for the History of Astronomy 16 (1985), pp. 175-221
- W. Knorr, Sacrobosco's Quadrans: Date and Sources, Journal for the History of Astronomy 28 (1983), pp.187-222